# SMS Dresden (1907)
Az SMS Dresden a Német Császári Haditengerészet (Kaiserliche Marine) egyik könnyűcirkálója (korabeli német megnevezése: Kleiner Kreuzer – kiscirkáló) volt, osztályának névadó egysége. Egyetlen testvérhajója az Emden volt. A Blohm & Voss hamburgi hajógyárában fektették le a gerincét 1906-ban. 1907 októberében bocsátották vízre, és építését 1908 novemberében fejezték be. Szolgálatba állítását a próbajáratai során bekövetkezett balesetek késleltették. Az egyik ilyen eset során összeütközött egy másik hajóval, és súlyos károkat szenvedett. Az előző Königsberg-osztályú cirkálókhoz hasonlóan a Dresden-osztály is 10 darab 10,5 cm-es ágyút kapott és két torpedóvető csövet.
A Dresden pályafutása nagy részében a tengerentúlon szolgált. Szolgálatba állítása után 1909-ben látogatást tett az Egyesült Államokban a Hudson-Fulton Ünnepségek alkalmából. Németországba való visszatérése után három évet töltött a Nyílt-tengeri Flotta (Hochseeflotte) felderítőcsoportjának állományában. 1913-ban a Földközi-tengeri hajórajhoz osztották be, majd a karibi térségbe vezényelték, hogy védelmezze a német állampolgárokat a mexikói forradalom idején. 1914 közepén Victoriano Huerta diktátort Jamaikára szállította, ahol a britek menedékjogot biztosítottak számára. 1914 júliusában haza kellett volna indulnia Németországba, de a világháború kitörése miatt erre már nem került sor. A háború elején a Dresden az Atlanti-óceán dél-amerikai vizein folytatott cirkálóháborút, majd 1914 szeptemberében áthajózott a Csendes-óceánra, ahol csatlakozott Maximilian von Spee tengernagy Kelet-ázsiai Hajórajához.
A Dresden részt vett a coroneli csatában, ahol a Glasgow cirkálóval került harcba. Decemberben a falklandi csatában a Dresden volt az egyetlen német hadihajó, amelyik el tudta kerülni a pusztulást. A brit üldözői elől hónapokig ki tudott térni, míg végül a Robinson Crusoe-szigetnél kötött ki 1915 márciusában. A hajtóművei teljesen elhasználódtak és alig maradt már szene, ezért a hajó kapitánya felvette a kapcsolatot a helyi chilei hatóságokkal a hajó internálása végett. Itt a britek azonban rátaláltak, és a nemzetközi jogot megsértve tüzet nyitottak rá a semleges ország felségvizein. A németek elsüllyesztették a Dresdent, a legénységének nagy része pedig el tudott menekülni, és chilei internálótáborba került Quiriquina szigetére. A hajó roncsa a kikötőben maradt, számos felszerelését, köztük a harangját és az iránytűjét később kiemelték és átadták Németországnak.

## Tervezés

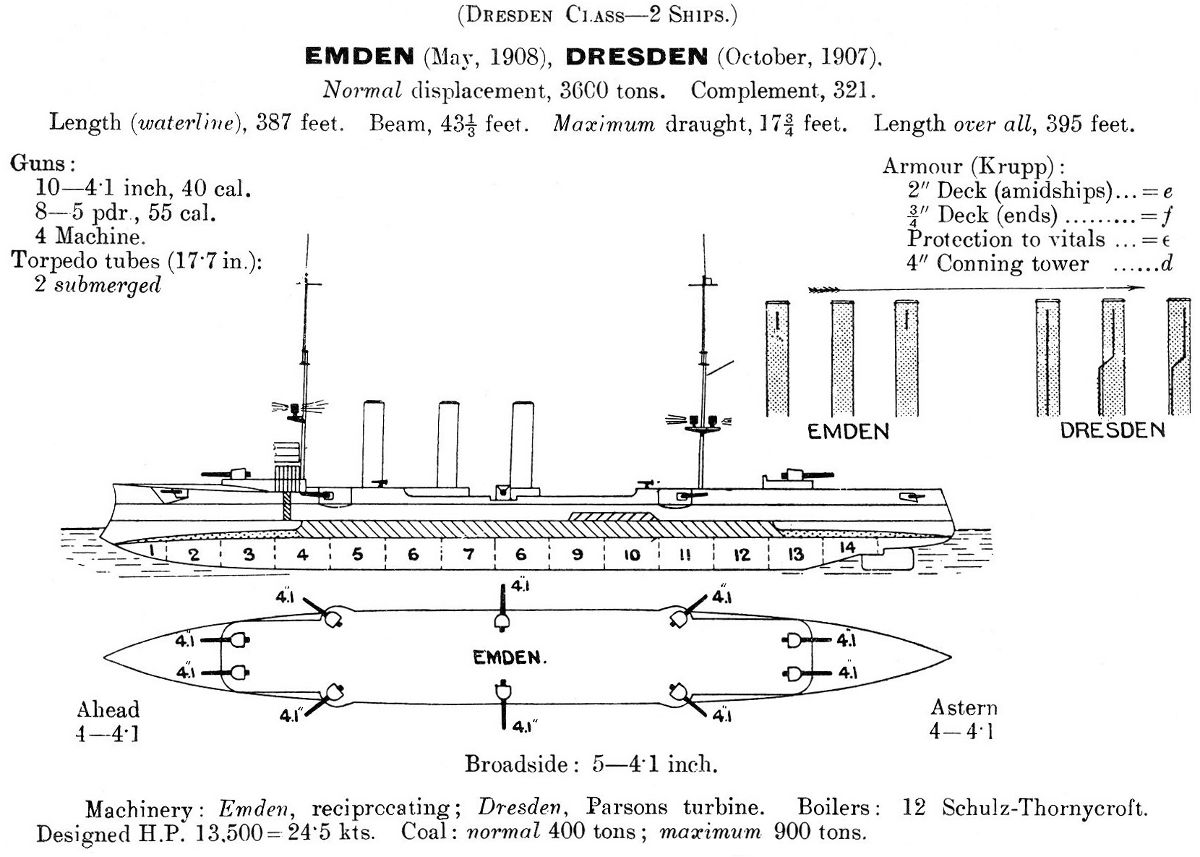
A Dresden-osztályú cirkálók vázlati rajza

A Dresdent Ersatz Comet néven rendelték meg és a Blohm & Voss hamburgi hajógyárában fektették le a gerincét 1906-ban, vízrebocsátására 1907. október 5-én került sor. Keresztelését Otto Beutler, Drezda városának főpolgármestere végezte.
A cirkáló teljes hossza 118,3 m, szélessége 13,5 m és a merülése 5,53 m volt. Vízkiszorítása 4268 t teljes terhelés mellett. Meghajtásáról két Parsons gőzturbina gondoskodott, melyek névleges teljesítménye 14 794 le volt és amivel 24 csomós sebesség elérésére volt képes. A turbinákat tizenkét széntüzelésű kazán látta el gőzzel. A cirkáló 860 tonna szenet tudott magával szállítani, ami révén a hatótávolsága 3600 tengeri mérföld (6700 km) volt 14 csomós sebesség mellett. Személyzetét 18 tiszt és 343 főnyi legénység adta.
A hajót 10 darab különálló 10,5 cm-es SK L/40 gyorstüzelő ágyúval szerelték fel. Kettő egymás mellett volt elhelyezve a hajó elején, hat volt elhelyezve a hajó közepén (három-három mindkét oldalon) és kettő egymás mellett a hajó hátsó részén. Ezen ágyúk lőtávolsága 12 200 m volt és 1500 lövedéket tudtak elhelyezni a lőszerraktárakban, így minden ágyúra 150 jutott. A másodlagos tüzérséget nyolc darab 5,2 cm-es SK L/55 gyorstüzelő ágyú alkotta, melyekhez 4000 darab lőszer állt raktáron. A fegyverzetéhez tartozott még két 45 cm-es torpedóvető cső is négy torpedóval. A hajó fedélzetének páncélvastagsága a legvastagabb részen 80 mm-es volt. A parancsnoki torony páncélja 100 mm-es vastagságú volt, a lövegpajzsoké 50 mm.

## Szolgálatban

### A háború előtt

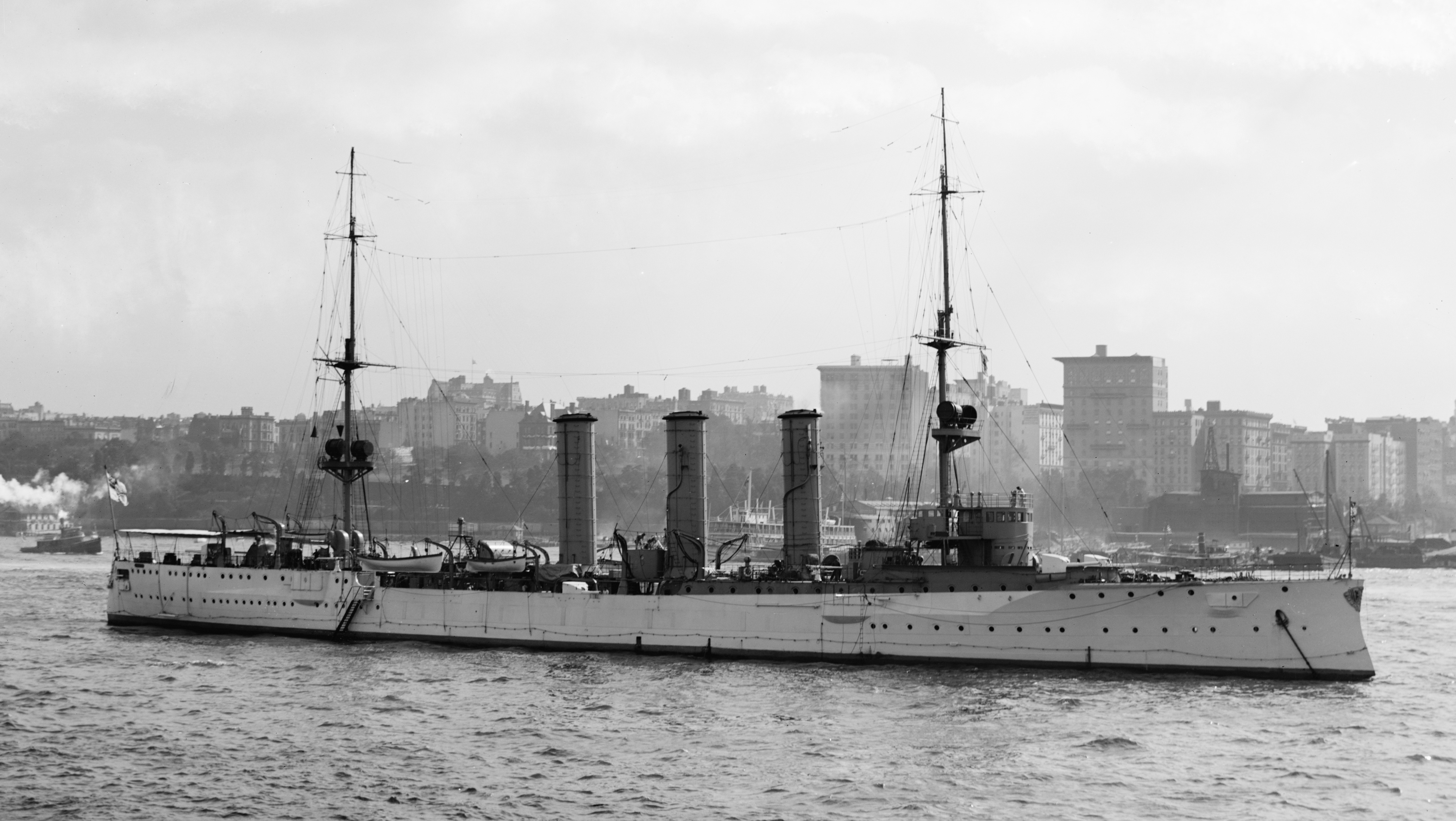
A Dresden a New York-i látogatáson 1909 októberében

A Dresden felszerelése után 1908. november 14-én a Hochseeflotte állományába került. Egyik próbaútja során véletlenül összeütközött a svéd Cäcilie galeasszal a Kiel előtti vizeken, melynek következtében utóbbi elsüllyedt. A Dresden jobb oldali hajócsavar-tengelye 30 mm-rel beljebb tolódott, ami miatt hat hónapig javítani kellett. 1909-ben folytathatta a próbajáratokat, de egy turbinát ért baleset miatt újra javításokra szorult, ami egészen szeptemberig eltartott.
Habár nem végezte el a kellő teszteket, a próbajáratait az Egyesült Államokba tervezett útja előtt szeptember 7-én befejezettnek nyilvánították. Az út célja Németország képviselete volt a Hudson-Fulton Ünnepségeken New Yorkban. A Dresdenhez csatlakoztak a Hertha és a Victoria Louise védett cirkálók valamint a Bremen könnyűcirkáló. A Dresden Wilhelmshavent szeptember 11-én hagyta el és a walesi Newportban megállt, ahol találkozott a hajóraj többi egységével. A hajók szeptember 24-én értek New Yorkba, ahol október 9-ig maradtak és ahonnan október 22-én értek vissza Németországba.

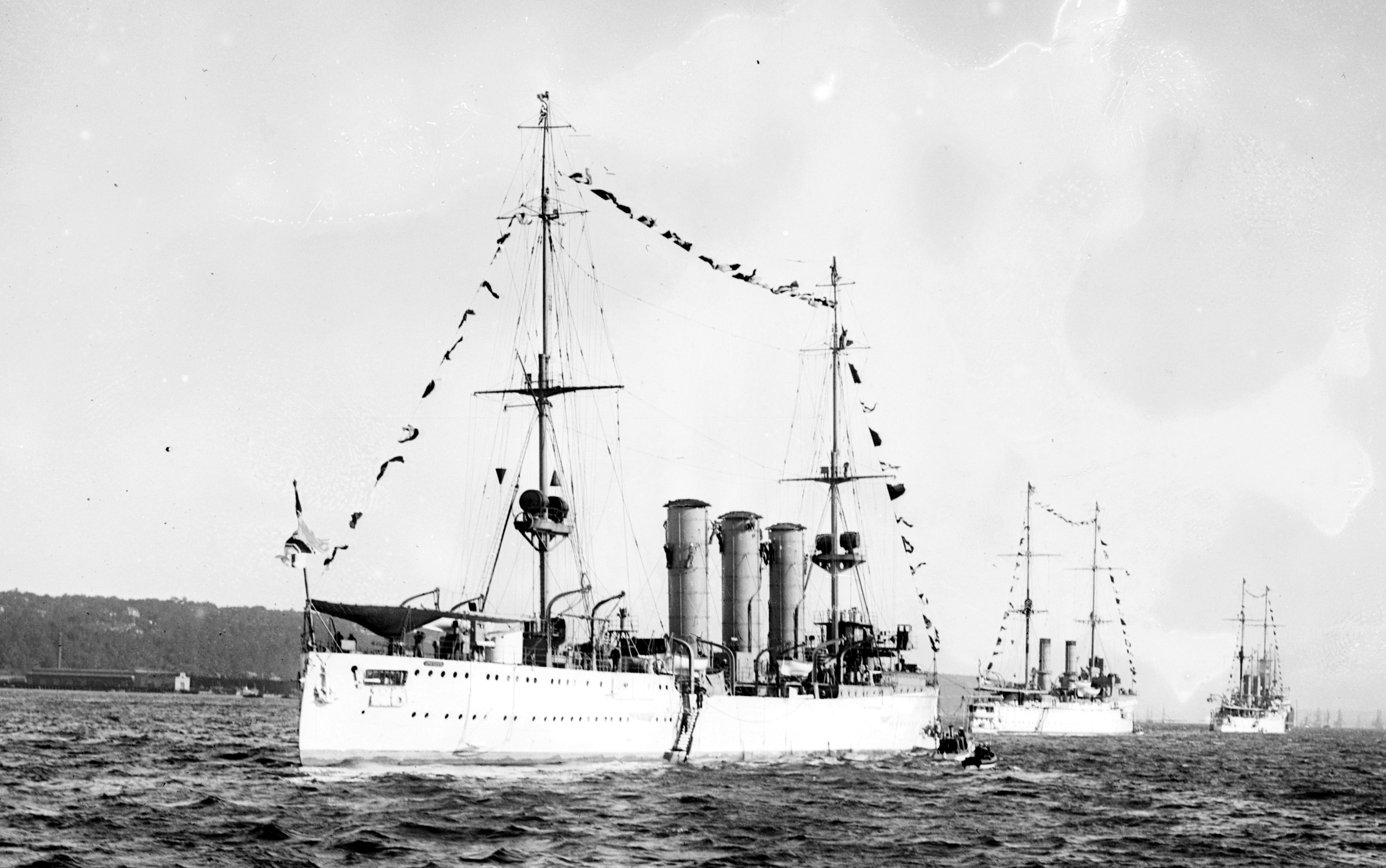
A Dresden, a Victoria Louise és a Hertha a Hudson-Fulton Ünnepségeken 1909-ben

Az amerikai út után a Dresden csatlakozott a Hochseeflotte felderítőcsoportjához. A következő két év során részt vett különböző gyakorlatokon és az éves flottamanővereken. 1910. február 10-én összeütközött a Königsberg cirkálóval. Az ütközésben jelentős károkat szenvedett, de egyik járművön sem sérült meg senki. A javítások elvégzése végett Kielbe hajózott, ami nyolc napig tartott. Május 13-17 között Hamburgba tett látogatást. 1912. április 14. és 20. között időlegesen áthelyezték a gyakorlórajhoz a Friedrich Carl védett cirkálóval és a Mainz könnyűcirkálóval együtt. Az 1911-12-es kiírásban a könnyűcirkálók között a Dresden nyerte a Kaiserschießpreist, a tüzérségi vetélkedő fődíját. 1912 szeptembere és 1913 szeptembere között Fritz Lüdecke fregattkapitány volt a parancsnoka, aki a világháború idején újra a parancsnoka lett.
Az Első Balkán-háború miatt 1913. április 6-án a Straßburg könnyűcirkálóval együtt Kielből az Adriai-tengerre küldték, ahol csatlakozott a Földközi-tengeri hajórajhoz (Mittelmeer Division), melynek legerősebb egysége a Goeben csatacirkáló volt és Konrad Trummler ellentengernagy parancsnoksága alatt állt. A raj hónapokon át cirkált a Mediterránium keleti felén majd a Dresdent augusztus végén visszarendelték Németországba. Kielbe való szeptember 23-ai megérkezése után a Kaiserliche Werft kieli hajógyárába került nagyjavítások elvégzésére, melyek december végéig eltartottak. Ezt követően vissza kellett volna térnie a Földközi-tengerre, de az Admiralstab (a német flotta vezérkara) úgy döntött, a kelet-amerikai támaszpontra helyezik át, hogy a mexikói forradalom idején oltalmazza a térségben a német érdekeket. Az észak-amerikai vizeken tartózkodó Bremen cirkálót ekkor visszarendelték Németországba, de a váltására szánt Karlsruhe könnyűcirkáló még nem lépett szolgálatba, helyette tervezték kiküldeni a Dresden-t átmeneti megoldásként. 1913. december 27-én hagyta el Németországot és 1914. január 21-én érkezett Veracruzhoz Erich Köhler fregattkapitány parancsnoksága alatt. Eddigre már több más országhoz hasonlóan az Egyesült Államok is küldött egy hajórajt a városhoz.

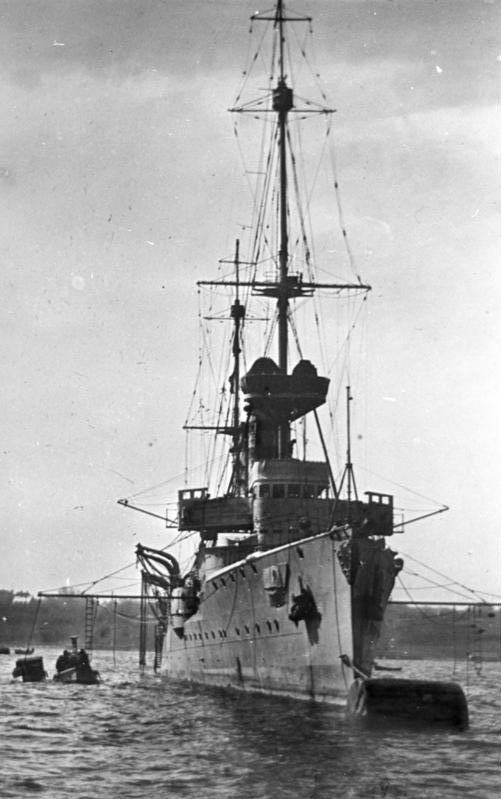
A Dresden egy bójához kikötötten horgonyozva a háború előtt

Az Admiralstab a Hertha iskolahajót a Dresden mellé rendelte a mexikói partokhoz és a Brement is visszaküldték, hogy erősítse a német haditengerészeti kontingenst. Megérkezése után utóbbit az európai állampolgároknak a HAPAG hajótársaság óceánjáróira való átszállításával bízták meg. A Dresden és a brit Hermione cirkáló 900 amerikai állampolgárt mentett ki egy veracruzi hotelből és szállítottak át amerikai hadihajókhoz. A mexikóvárosi német konzul további erőket kért és a Dresden egy tiszthelyettesből (Maat) és 10 matrózból álló csapatot tett partra két MG 08 géppuskával felszerelve. 1914. április 15-én a Dresden Tampico elé hajózott a Karib-tengerre. Ebben a hónapban a német zászló alatt hajózó Ypiranga kereskedelmi hajó megérkezett Mexikóba rakterében Victoriano Huerta diktátornak szánt könnyű fegyverekkel, melyeket francia és brit megbízásból szállított ide. (A két hatalom nem kívánt nyíltan szembeszállni az Egyesült Államokkal, ezért bérelte fel az Ypirangát.) Az Egyesült Államok fegyverembargót vezetett be a polgárháború erőszakosságának mérséklésének indokával – valójában a törvénytelenül az országban lévő megszálló csapatai védelmében -, de a fegyverszállítmányt az általa megszállt Veracruzba még indulása előtt engedélyezte. Mikor azonban a hajó április 21-én a kikötőhöz ért, a kirakodást már nem engedélyezték számára. A helyszínre érkező Dresden lefoglalta az Ypirangát és a haditengerészet szolgálatába állította a német állampolgárok kimenekítésére. A meghirdetett embargó ellenére a németek átadták a fegyvereket és a lőszert a mexikói kormányzatnak május 28-án.
Július 20-án a Huerta-kormányzatot megbuktatták és a Dresden Huertát valamint alelnökét, Aureliano Blanquet-et és családtagjaikat a jamaikai Kingstonba szállították, ahol Nagy-Britannia menedékjogot adott nekik. Július 25-én ide érkezve értesült Köhler kapitány a Ferenc Ferdinánd meggyilkolása után kialakult válságról. Ekkor már szükség lett volna a cirkáló nagyjavítására Németországban és találkozott is a felváltására küldött Karlsruhe cirkálóval Haiti fővárosában, Port-au-Prince-ben. A hajók itt parancsnokot is cseréltek és ismét Fritz Lüdecke fregattkapitány lett a Dresden parancsnoka. Másnap az új cirkálója fedélzetén megbeszélést tartott. Az Admiralstab eredetileg hazarendelte a Dresden-t Németországba a nagyjavítások elvégzése végett és ezért még aznap hazaindultak. Július 31-én még vételeztek szenet az akkor Dániához tartozó Saint Thomas szigetén és úgy tervezték, hogy augusztus közepén visszaérkeznek Németországba, de az Admiralstab visszavonta a visszatérésre vonatkozó parancsot és ehelyett Lüdeckét az Atlanti-óceánon való kereskedelmi háború (Handelskrieg) folytatásával bízták meg.

### Első világháború
A parancs kézhez vétele után Lüdecke délnek fordult a hajójával, miközben rádiócsendet tartva igyekezett elkerülni, hogy felfedezzék jelenlétét. Augusztus 4-5. éjjelén vette a rádióüzenetet arról, hogy Nagy-Britannia hadat üzent Németországnak. A Dresden hadműveleti területének a dél-atlanti vizeket választotta és a brazil partokhoz hajózott, az Amazonas torkolatához. Itt augusztus 6-án megállított egy brit kereskedelmi hajót. A Drumcliffe kapitánya még nem tudott Nagy-Britannia hadba lépéséről és engedélyezték számára a továbbhaladást a hágai egyezményekben foglaltaknak megfelelően. A Dresden találkozott a Corrientes német szénszállítóval, a HSDG hajótársaság egyik átalakított hajójával. A cirkáló továbbhaladt a Rocas-atoll felé 12-én a hozzá csatlakozott Prussia, a Baden és a Persia HAPAG-gőzösök kíséretében. Az atoll elhagyása után Trinidad felé haladva a Dresden elfogta a brit Hyades gőzöst augusztus 14-én. Lüdecke a fedélzetére vette a legénységét, majd elsüllyesztette a hajót. 24-én elfogta a Holmwood brit szénszállítót és a legénységének evakuálása után ezt is elsüllyesztette. A Trinidadra való megérkezés után találkozott az Eber ágyúnaszáddal és több más gőzössel.

A német hadihajók mozgását a Csendes-Óceánon és az Atlanti-óceán déli részén szemléltető térképen a Dresden lila színnel van jelölve

Augusztus 26-án a Río de la Plata előtt haladva két újabb brit kereskedelmi hajót fogott el, de mivel azok rakományában nem volt tiltott árú továbbengedték őket. A hajtóműveinek rossz állapota erősen korlátozta a hasonló akciók kivitelezését, ezért szeptember 5. és 16. között a Dresden Hoste-szigetnél (Chile déli részén) karbantartást végzett rajtuk. Eközben a Punta Arenas-ból érkező Santa Isabel HAPAG-gőzöstől értesült a háború fejleményeiről és a Dél-Amerika nyugati partjai mentén bonyolódó élénk kereskedelmi forgalomról. A gőzös ellátmányt és fontos pótalkatrészeket hozott, valamint azt az információt, hogy a Good Hope és Monmouth páncélos cirkálók a Magellán-szorostól keletre vannak. Lüdecke úgy döntött, hogy áthajózik a nyugati partra és szeptember 18-án hajója áthaladt a Magellán-szoroson. Útközben összefutott a – fedélzetén 300 francia önkéntest is szállító – francia Ortega gőzössel. A gőzös megállításához két figyelmeztető lövést is leadtak vaktöltényekkel, de Lüdecke nem támadta meg miután az semleges vizekre menekült.  A chilei partok mentén felfelé haladt, majd attól eltávolodva megállt a Juan Fernández-szigeteknél és itt rádión felvette a kapcsolatot a Leipzig könnyűcirkálóval, mely egység a Csendes-óceán dél-amerikai partjainál tevékenykedett. Ugyanekkor jelentette a vele nagy távolságból rádiókapcsolatba lépő Maximilian von Spee altengernagynak Cradock hajórajának észlelését. A Dresden Speetől utasításba kapta a Húsvét-sziget körüli vizek átfésülését a hajóraj érkezése előtt, amit 11-12-én elvégzett. Itt október 12-én a Leipziggel csatlakozott a beérkező hajórajhoz, mely a Csendes-óceánt átszelve kötött ki a Húsvét-sziget mellett és szenet vett fel a kísérőhajókról. Másnap Lüdeckét előléptették sorhajókapitánnyá.
Október 18-án a Dresden a hajórajjal együtt elhagyta a Húsvét-szigetet a dél-amerikai partok irányába. Más a Fuera szigetéhez október 26-án érkeztek és a következő nap során a német cirkálók a Prinz Eitel Friedrich segédcirkálót és a Yorck illetve Göttingen kereskedelmi hajókat kísérték Chilébe. A flottilla október 30-án ért Valparaíso elé és másnap este von Spee azt a titkosszolgálati jelentést kapta, hogy Coronelnél egy brit cirkáló található. A tengernagy úgy döntött, hogy a hajórajával meglepi a cirkálót – a Glasgow-t – mikor annak el kell hagynia a semleges vizeket a nemzetközi szabályozás értelmében, mely maximum 24 órás tartózkodást engedélyezett hadviselő állam hadihajója számára. Arról azonban nem volt tudomása, hogy a Glasgow mellett Christopher Cradock ellentengernagy cirkálóraja is itt volt, melyhez a Monmouth és Good Hope páncélos cirkálók valamint a Otranto segédcirkáló tartozott.

#### Coronel-foki csata

A német és brit hajók manőverének vázlata a Coronel-foki csatában

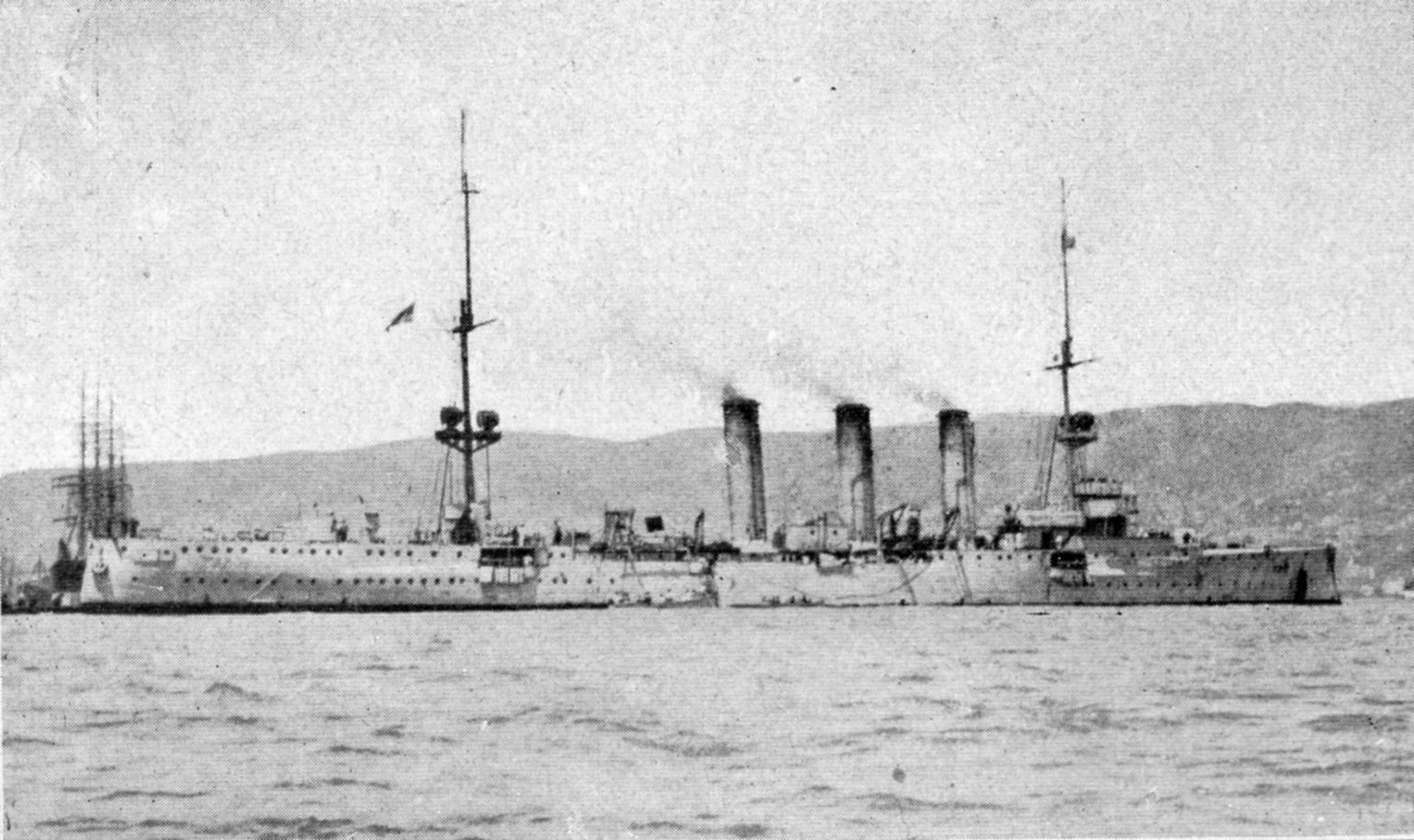
A Dresden Valparaisóban, 1914. november 13.

November 1. kora reggelén von Spee kihajózott Valparaísóból kötelékével és 14 csomós sebességgel haladva Coronel felé közelített. A Leipzig 16:00-kor észlelte az élen haladó brit cirkáló kéményének füstjét és 16:25-re két újabb hajót vett ki a távolban. A két hajóraj közeledett egymáshoz, majd 18:34-kor a németek tüzet nyitottak 10 400 m távolságból. A németek a célpontokat felosztották egymás között és a Dresdenre az Otranto jutott. A harmadik sortüze után az Otranto kitért, mely manővert egy a segédcirkálón tüzet okozó találatnak tudtak be. A segédcirkáló azonban nem jelentett sérülést mely a harc alatt érte volna. Az Otranto kiválása után a Dresden a Glasgow-ra helyezte át a tüzét, melyet a Leipzig is lőtt. A két német cirkáló öt találatot ért el rajta.
19:30-kor von Spee a rosszabbodó látási viszonyok miatt a Dresdent és a Leipziget torpedótámadás végrehajtására utasította a megrongált páncélos cirkálók ellen. A Dresden növelte a sebességét, hogy a brit hajók elé kerülhessen és eközben rövid időre megpillantotta a visszavonuló Glasgow-t, de a sötétedés és köd miatt szem elől veszítette azt. A Dresden ezt követően a Leipziggel került kis híján harcérintkezésbe, mivel mindkét hajó ellenséges egységnek gondolta a másikat és a Dresdenen már be is töltöttek egy torpedót kilövésre, mikorra azonosították egymást a cirkálók. 22:00-kor a Dresden és a két másik könnyűcirkáló (a Leipzig mellett a Nürnberg) vonalba rendeződve kutatott a brit cirkálók után, de sikertelenül. A Dresdent a csata során nem érte sérülés.
November 3-án von Spee a Scharnhorsttal, a Gneisenauval és a Nürnberggel Valparaísóba hajózott ellátmány vételezése és az Admiralstabbal való egyeztetés céljából. Három hajót vitt magával, mivel a nemzetközi egyezmények hadviselő ország számára egyszerre maximum ennyi hadihajó kikötését engedélyezték egy semleges kikötőben. A Dresden és a Leipzig Más a Fuera szigeténél maradtak a szénszállító hajókkal és eközben két vitorlás hajót is elfogtak. Von Spee november 6-án ért vissza és ekkor a két könnyűcirkálót küldte a Valparaísóba a készleteik feltöltésére. A két cirkáló november 12-én érkezett meg, másnap távozott és november 18-án csatlakozott a hajóraj többi egységéhez. A Horn-fok felé haladva a Dresden elfogta a North Wales teherszállítót. Három nappal később a raj horgonyt vetett a Penas-öbölben, ahol szenet vételeztek.
A britek Doveton Sturdee tengernagyot küldték két csatacirkálóval (Invincible és Inflexible) von Spee erői ellen. A köteléke november 11-én hagyta el Nagy-Britanniát és december 7-én érte el a Falkland-szigeteket. Közben csatlakoztak hozzá a Cornwall, Kent és Carnarvon páncélos cirkálók valamint a Glasgow és Bristol könnyűcirkálók.
November 26-án az Ostasiengeschwader elhagyta a St. Quentin-öblöt (a Penas-öböl egyik belső öblét) az Atlanti-óceán irányába. December 2-án elfogták a 2750 t jó minőségű Cardiff-szenet szállító kanadai Drummuir vitorlást. Másnap reggel a német kötelék kikötött a Picton-szigetnél, ahol a kanadai hajó szenét átpakolták a saját ellátóhajóikra. December 6-án reggel von Spee tanácskozást tartott a Scharnhorst fedélzetén a következő hadműveletek megvitatására. A tengernagy a törzsfőnőke és a Leipzig parancsnokának támogatásával érvelt a Falkland-szigetek elleni támadás mellett, ahol a britek rádióállomását és szénraktárait semmisítették volna meg. Lüdecke és a többi hajóparancsnok ellenezte a tervet és a szigetek kikerülése révén kívántak volna továbbhaladni a La Plata irányába, hogy ott támadják a brit hajóforgalmat.

#### Falklandi csata

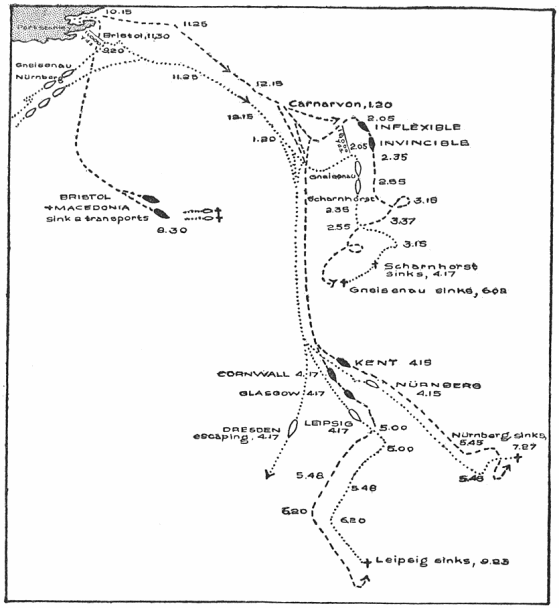
A Falklandi csata

December 6-án délután a német hajók elhagyták a Picton-szigetet. December 7-én megkerülték Tűzföldet és 02:00-kor értek a Falkland-szigetekhez. Három órával később Spee utasította a Gneisenaut és a Nürnberget Port Stanley megközelítésére, hogy a partraszálló különítményt útnak indíthassák. A másik három cirkáló közben távolabbról biztosította a műveletet. A szárazföld felé közeledő hajók 08:30-kor sűrű füstöt észleltek felemelkedni a kikötőben. A kikötő bejáratához közeledve jöttek rá, hogy egy sokkal erősebb ellenfél fűti fel a kazánokat, mint amire számítottak. Von Spee azonnal félbeszakította a hadműveletet és keleti irányba fordulva igyekezett eltávolodni az ellenségtől. A tengernagy bevárta a két kiküldött cirkálóját és ezek 10:45-kor ismét csatlakozott a kötelékhez. Az ellátóhajókat ugyanakkor a Horn-fok körüli szigetek labirintusában való elrejtőzésre utasította.
A brit hajók az üldözésükre indultak és 12:50-re Sturdee két csatacirkálója lőtávolságon belülre került a németekhez. Egy perccel később kiadta a tűzparancsot a kötelék végén haladó Leipzigre. Von Spee a három könnyűcirkálót utasította, hogy déli irányban próbáljanak meg elmenekülni, míg ő maga a két páncélos cirkálójával visszafordulva próbálta lekötni az ellenséget. Sturdee számolt ezzel az eshetőséggel és a saját páncélos és könnyűcirkálóit a német könnyűcirkálók után küldte. A csatacirkálói hosszas tűzharc után felülkerekedtek von Spee páncélos cirkálóin, melyek nagy emberveszteséggel süllyedtek el. A gőzturbinákkal felszerelt Dresdennek sikerült jelentős előnyre szert tennie és mivel a nála gyorsabb Glasgow tartott egymaga üldözőbe venni, egyedüli német hadihajóként megmenekült. (Rajta kívül még a Seydlitz teherszállító menekült meg, de a kapcsolatot a két hajó elveszítette egymással.) Lüdecke úgy döntött, hogy hajójával Dél-Amerika szigeteinek közelében marad, hogy folyamatosan biztosíthassa a szénellátást.

#### Rejtőzködés a chilei partoknál
A cirkáló december 9-én a Horn-fokot megkerülve visszatért a Csendes-óceánra és december 10-én  kikötött a Sholl-öbölben. Ekkorra már csak 160 t szene maradt. A szárazföldről faanyagot és ivóvizet szereztek be, hogy a szénnel spóroljanak. 
Másnap este a chilei Almirante Condell romboló a szomszédos öbölbe futott be és felhívta a Dresden figyelmét arra, hogy 24 óránál tovább nem tartózkodhat itt. Erre a Dresden közölte, hogy Punta Arenasba szándékozik továbbmenni a következő reggel. Ide másnap 15:00-kor érkezett meg. A kikötőt irányító tengernagy engedélyezte számára a szénvételezést és a kikötőben való 51 órás tartózkodást is, miután korábban a brit Otranto segédcirkálónak is ennyi időt engedélyeztek. A kormányzattól érkező, a szénvételezés biztosítását a német cirkáló számára megtiltó üzenet későn érkezett meg. December 13-ika estéig a német Turpin gőzhajóról 750 t brikettet sikerült átpakolni a kikötőben lévő német kereskedelmi hajók legénységének köszönhetően, akik önként ajánlkoztak a feladat elvégzésére. A britek december 13-án értesültek arról, hogy a Dresden chilei vizekre érkezett és engedélyezték számára a szénvételezést. Az admiralitástól kapott utasítás szerint a brit hajók számára ezt követően a német cirkáló elpusztítása volt a feladat, nem az internáltatása.
Ezt követően Tűzföld fjordjaiban rejtőzködött el az őt kereső brit hajók elől, amiben nagy segítségére volt egy német származású helyi révkalauz, Albert Pagels. December 14-én érkezett meg az Adelaide-átjáró végén lévő Hewett-öbölbe. Ezen a napon érkezett Punta Arenasba a Bristol és a Glasgow. A felkutatására ausztrál és japán hadihajók is érkeztek, az admiralitás első lordja, Winston Churchill pedig 5000 fontnak megfelelő aranyat ígért a nyomravezetőnek, ami a helyieken kívül számos kalandort a térségbe vonzott. A helyi indiánok - akik vadászterületéhez tartozott a német cirkáló búvóhelye és akiknek valóban hasznukat vehették volna - felkínálták a segítségüket, de a britek nem vették őket komolyan és inkább elküldték őket. A németek úgy vélték, hogy Karácsonykor egy közelben elhaladó kis hajóról észrevehették a cirkálójuk árbocait a dombok között és ezért december 26-án elhagyták ezt a rejtekhelyet.
Lüdecke választása arra a Santa Ines-szigetre esett, mely a térképek szerint összefüggő szárazföldi terület volt, valójában azonban csatornák szelték át. A cirkáló a térkép szerint ennek a szigetnek a közepén lévő 8 km széles és 13-18 km hosszú öböl egy 50 m mélységű pontján, majd másnap ennek egy még rejtettebb, teljesen lezárt belső öblében (20-30 m mélységű vízében) horgonyzott le. Előbbi öböl a Karácsony-öböl, utóbbi a Szilveszter-öböl nevet kapta. Január 19-én itt csatlakozott hozzá a Sierra Cordoba is. A szénszállítónak a Hewett-öbölben hagytak hátra a cirkáló tartózkodási helyét jelölő üzenetet. 
Miután január 28-án a német kormányos mellett helyieket is a fedélzetén szállító vitorláshajó érkezett hozzájuk, a vitorlást pár napig visszatartották, hogy a rejtekhely ne tudódhasson ki, majd biztonsági okokból új búvóhelyet kerestek, ahova február 4-én hajóztak át, majd másnap egy újabb, még jobban félreeső helyen horgonyoztak le.
Az Admiralstab azt remélte, hogy a cirkáló az Atlanti-óceánon át vissza tud térni Németországba, de ezt a hajtóműveinek rossz állapota nem tette lehetővé. Lüdecke ehelyett a Csendes-óceánra való kihajózást tervezte, hogy az Ausztrália–Dél-Amerika postahajó-útvonalon fogjon el ellenséges hajókat és a zsákmányolt szénkészletek segítségével a Panama-csatornáig hajózhasson fel.
A Dresden január 19-én újabb 1600 t szenet vételezett a Sierra Cordobától. 1915. február 14-én 17:30-kor hagyta el a horgonyzóhelyét, hogy még nappali fénynél hajózhasson át a szigetek és sziklák tarkította labirintuson. Két héttel később, február 27-én elfogta a Conway Castle brit barkot a Robinson Crusoe-szigettől délre. Legénységét egy perui kereskedelmi hajóra szállították át.

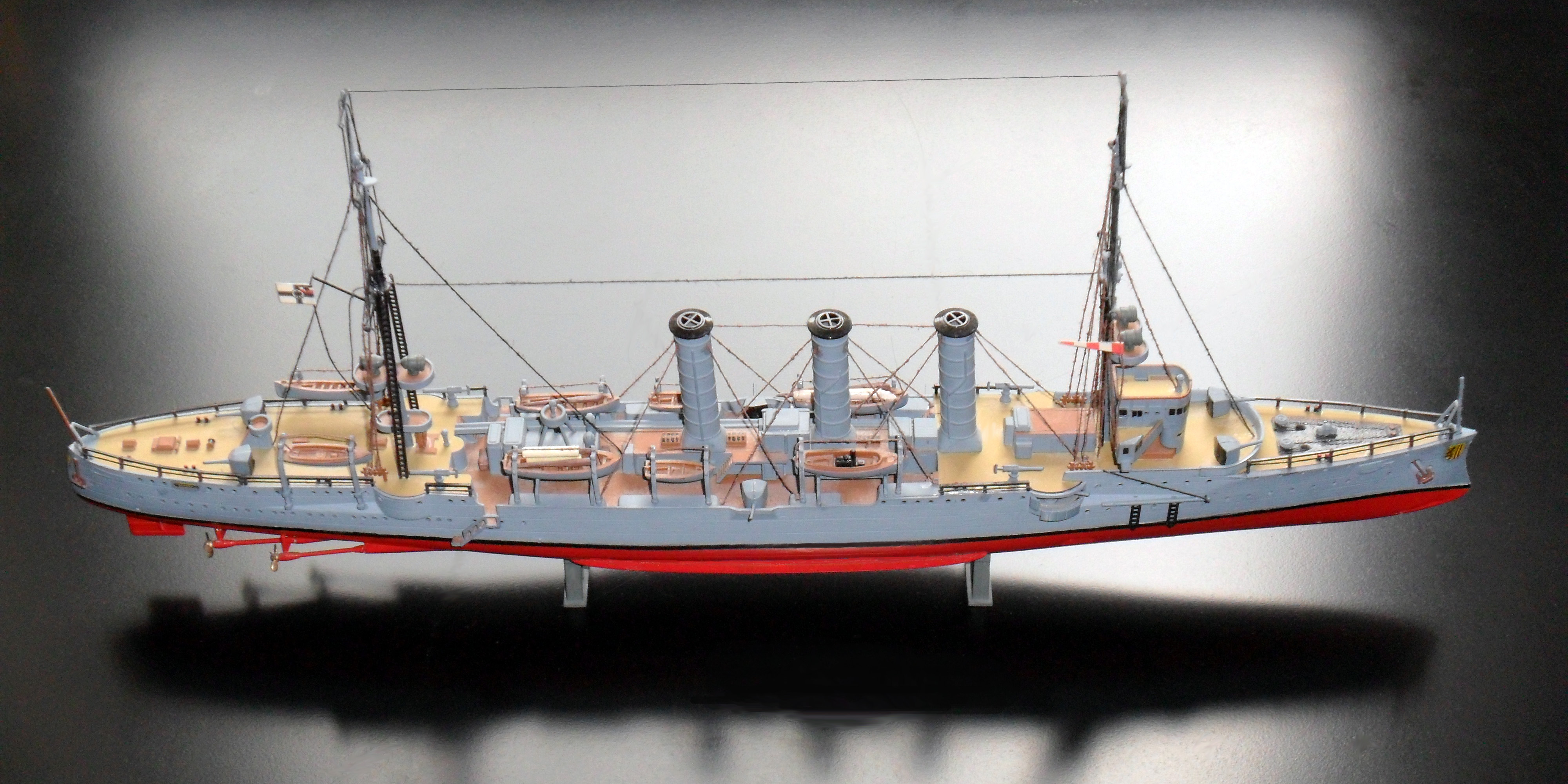
A Dresden 1:350 méretarányú makettje

A Csendes-óceánon hajózó Dresden a déli szélesség 37° és nyugati hosszúság 80° koordinátára kérte a következő szénszállítmányt március 5-re. A német cirkáló rádiójeleit azonban fogták és dekódolták a britek. A Montevideo kikötőjéből február 20-án útnak indított hajó, a Gotha 3000 t szenet szállított volna, de nem érkezett meg az adott időpontban. Március 8-án a Dresden a kért koordinátán a ködben sodródott, mikor az őrszemek észlelték a szintén leállított hajtóművű Kent brit cirkálót 15 tengeri mérföld – a Krieg zur See szerint 10 tmf – távolságban. 
Mindkét cirkáló azonnal felfűtötte a kazánjait.
A Dresden nyugati irányba menekült, de csak 14 csomó eléréséhez rendelkezett elég gőzzel és emiatt a brit ellenfele 12 km-re meg tudta közelíteni. Az üldözés során a Kent 21,5 csomós sebességet is elért, de ez nem volt elegendő a Dresden utoléréséhez. Az összes kazán felfűtésével a távolság már növekedni kezdett és a sötétség beálltakor a brit cirkálóból már csak annak kéményei és árbócai voltak láthatók, így az öt órás üldözést követően a német cirkálónak végül sikerült elmenekülnie Más a Fuera (Robinson Crusoe-sziget) irányába. A nagy igénybevétel azonban elapasztotta a szénkészletét (80 t maradt) és túlerőltette a gépeit. Lüdecke megítélése szerint hajója már nem volt alkalmas hadműveletek végrehajtására és megóvása érdekében internálni szerette volna. Március 10-én reggel Más a Fuerára ért vele és a Cumberland-öbölben 8:30-kor horgonyt vetett. Másnap megkapta a császártól az engedélyt a hajó internálására és ebbéli szándékáról értesítette a helyi chilei hatóságokat. A kikötő parancsnoka egy Valparaísóba induló hajóval küldött üzenetében kért a szigethez egy hadihajót, mely beérkezése után az internálási eljárást lebonyolíthatta.

#### ADresdenlövetése

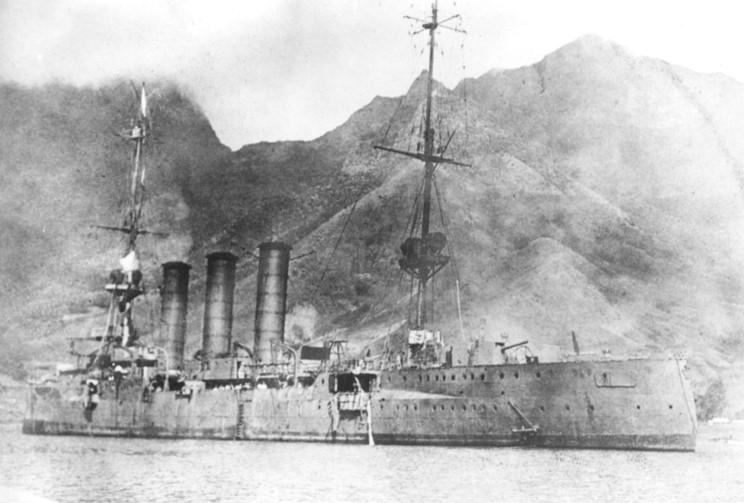
a Dresden felvont fehér zászlóval

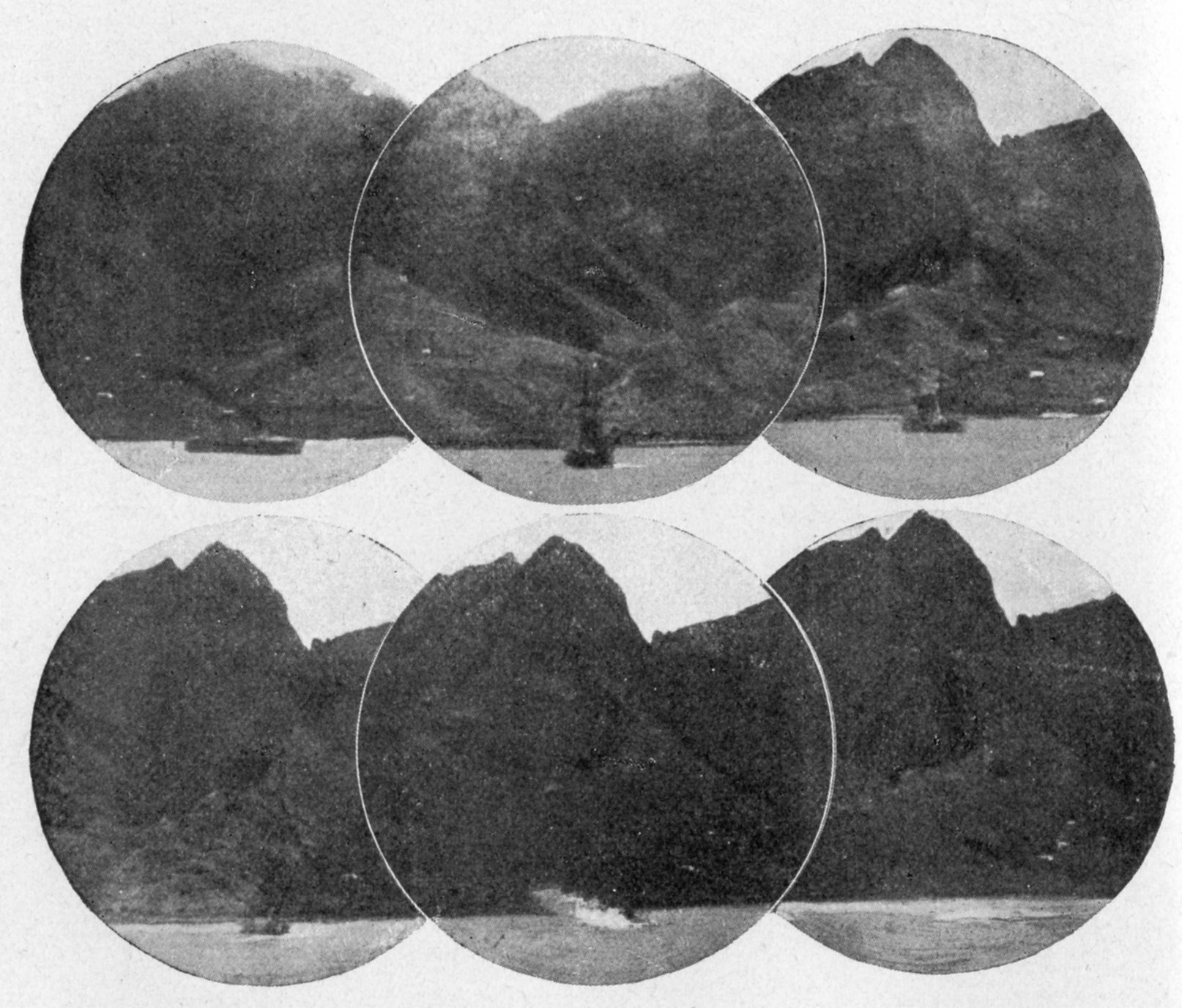
A Dresden elsüllyedése

Március 14-én a Kent és a Glasgow cirkálók a Cumberland-öböl felé közelítettek, mikor a Dresden egyik őrjáratozásra az öböl bejáratához kiküldött csónakjáról észrevették őket. 
Az öböl felé tartó ellenség észlelése után a Dresdenen megtették az előkészületeket egy utolsó ütközet megvívásához, bár Lüdecke nem hitte, hogy összecsapásra kerülhet sor. Az ágyúkat ugyanakkor alaphelyzetbe állítva hagyták és a kezelőszemélyzetüket is a felső fedélzeten sorakoztatták fel, nyilvánvalóvá téve ezzel a britek felé, hogy nem kívánnak összecsapást kezdeményezni. A gőzhajtású pinasszé tatjához kötelet erősítettek, hogy amennyiben mégis harcra kerülne a sor, akkor ennek segítségével a cirkálót olyan pozícióba fordíthassák, hogy az képes legyen sortüzek leadására.
Az öbölhöz érve a britek nem törődtek a német cirkáló passzivitásával, sem a kikötőparancsnok csónakjával sem, mely feléjük közelített mikor behajóztak az öbölbe. A Glasgow a nemzetközi törvényeket megsértve tüzet nyitott a Dresdenre. Nagy-Britannia előzőleg értesítette Chilét, hogy a brit hadihajók nem lesznek tekintettel a nemzetközi egyezményekre, ha a felségvizein találnak rá a német cirkálóra. Röviddel ezután a Kent is bekapcsolódott a Dresden lövetésébe. A németek válaszul három lövést adtak le, de az ágyúkat hamar használhatatlanná tette a britek tüze.
Lüdecke ekkor a "küldök tárgyalót" üzenetet küldte a brit hajóknak és Canarist útnak indította egy csónakkal. Ezzel a szándéka az volt, hogy időt nyerjen a hajója elsüllyesztéséhez szükséges előkészületek végrehajtásához. A Glasgow azonban tovább lőtte a védtelen cirkálót. Lüdecke felhúzatta a fehér zászlót is, ami után a Glasgow végül beszüntette a tüzelést. A hadilobogót ugyanakkor nem vonatta be, jelezve ezzel, hogy a hajót nem áll szándékában átadni. A lövöldözésben a hadilobogót tartó kötelet ellőtték és az a vízbe esett. Helyette a taton kitűzendő lobogót vivő tiszt súlyosan megsebesült, ezért az előárbócon helyeztek el egyet. A brit megfigyelések szerint ezzel szemben a németek három perc után bevonták a hadilobogót. Canaris a brit cirkáló fedélzetére szállt, hogy tárgyaljon John Luce kapitánnyal és tiltakozását fejezte ki a semleges vizek megsértése miatt. Luce egyszerűen azzal válaszolt, hogy parancsot hajtott végre és a lövetést addig folytatják, míg a német cirkáló feltétel nélkül meg nem adja magát. Canaris ekkor tudatta vele, hogy a Dresden kérte internálását Chilétől majd visszatért a hajóra, melyet időkézben előkészítettek az elsüllyesztéshez. Canaris a cirkálóra visszatérve közölte Lüdeckével, hogy a britek feltétel nélküli megadást követelnek, mire ő a hajó evakuálása és elsüllyesztése mellett döntött. 10:45-kor a hajó orrában lévő töltetet felrobbantották, ami az elülső lőszerraktárakat is levegőbe repítette. A hajó orra erősen roncsolódott és a hajó fél óra múlva, 11:15-kor elsüllyedt. A tengerfenékre érkezéskor az orra levált a hajó jobbra dőlő nagyobb részéről. Ahogy a hajó megállapodott a fenéken, egy másik töltet is felrobbant a géptermekben.
A hajó süllyedése közben a parton felsorakozott német legénység a parancsnokuk vezetésével gyászosan elénekelte a Deutschlandliedet.

#### A lövetés után
A támadásban nyolcan veszítették életüket és 29 fő sebesült meg. A hajó legénységének nagy részének úszva sikerült elmenekülnie. A brit hajóraj orvosi stábja segédkezett a sérültek ellátásában és 15 súlyos sérültet szállított Valparaísóba, közülük négyen később elhunytak.
A lövetés abbamaradásakor ismét kihajózó kikötőparancsnok – akinek csónakját a közelében becsapódó brit lövedékek kényszeríttették előzőleg visszafordulásra – tiltakozását fejezte ki a chilei vizek megsértése miatt és tudatta a britekkel, hogy korábban már egy hadihajóért küldött Valparaísóba az internálás végrehajtására és ennek érkezését aznap éjszakára vagy másnap délelőttre várta. Luce erre azzal válaszolt, hogy azért lövette a Dresdent, mert az meglátása szerint rendszeresen megsértette a chilei semlegességet és mert biztos volt abban, hogy a Dresden csak azért volt a kikötőben, hogy a szénszállítókat bevárja és ezután ismét brit hajók ellen tevékenykedjen. Ezenkívül a Dresden – így Luce – az ágyúit a brit hajókra irányozta amint azok előbukkantak és elsőként nyitotta meg a tüzet. A valóságot hasonlóan erősen eltorzítva számolt be a történtekről az Orama parancsnoka is, akinek a beszámolója 1915. március 19-én jelent meg a Daily Chronicle napilapban. Az ő verziója szerint a német cirkáló 12 tmf távolságra volt a szigettől a harc kezdetekor és onnan próbált meg a semleges vizekre menekülni.
Luce a kikötőparancsnoknak azonnali és teljes kártérítést ígért az okozott károkért, amiket a kikötőben és a szárazföldön becsapódó lövedékek okoztak és az ígéretnek a másnapi távozása előtt eleget tett.
Mikor Luce a parton felkereste a német kötözőhelyet el kellett tűrnie, hogy a chilei földműves, akinek a földjén a sebesülteket ellátták, heves szemrehányást tett neki a semleges területen végrehajtott brutális támadás miatt. A brit tisztek közül is voltak, akik elítélték parancsnokuk eljárását. A kötözőhelyen – német visszaemlékezések szerint – az egyik brit orvos megjegyezte, hogy azt kívánná, ne lett volna részese ennek a történésnek, melyért mint angol szégyellnie kell magát.
A chilei kormányzat panaszt tett a brit külügyminisztériumnál az eset miatt. Válaszul a brit kormányzat formálisan elnézést kért. A Kaiser Wilhelm der Große segédcirkálót már 1914. augusztus 26-án megtámadta a brit Highflyer cirkáló a spanyol felségvizeken, amiből a németek azt a következtetést vonták le, hogy a britek – korábbi tradícióikhoz híven – a legdurvább jogsértésektől sem riadnak vissza, ha a háborús érdekeiknek ez áll épp az érdekében. A német észrevételek szerint ezekben az esetekben bár a brit kormányzat rendszerint formálisan elnézést kért a semleges államoktól, az admiralitás azonban védelmébe vette az elkövetőket.
A brit történetírás szerint a chileiek a németeknél is panaszt tettek az események okán, de ők hat hónapig nem válaszoltak rá. A mű ítélete szerint az incidens növelte a chileiek szimpátiáját az antanthatalmak ügye iránt is.
Az internáltak további sorsa
Lüdeckét sokkolta a hajója pusztulása és ezért Canaris vette át a felelősséget a legénység további sorsa felett. A szigeten maradtak öt napig, míg két chilei hadihajó kíséretében egy német személyszállító nem érkezett értük és szállította őket a Quiriquina-szigetre, ahol internálták őket a háború hátralévő részére. Ez a német nagykövet tiltakozása ellenére történt, aki a hajó legénységének tagjait hajótöröttekként kívánta besoroltatni. Canaris 1915. augusztus 5-én megszökött a táborból és két hónap múlva megérkezett Németországba. 1917. március 31-én a fogvatartottak egy kis csoportja szökött meg a chilei Tinto bark fedélzetén, ők 120 nap alatt tértek vissza hazájukba. A többiek 1920-ig nem térhettek vissza, sokan közülük a háború után Chilében telepedtek le.

## A hajóroncs napjainkban

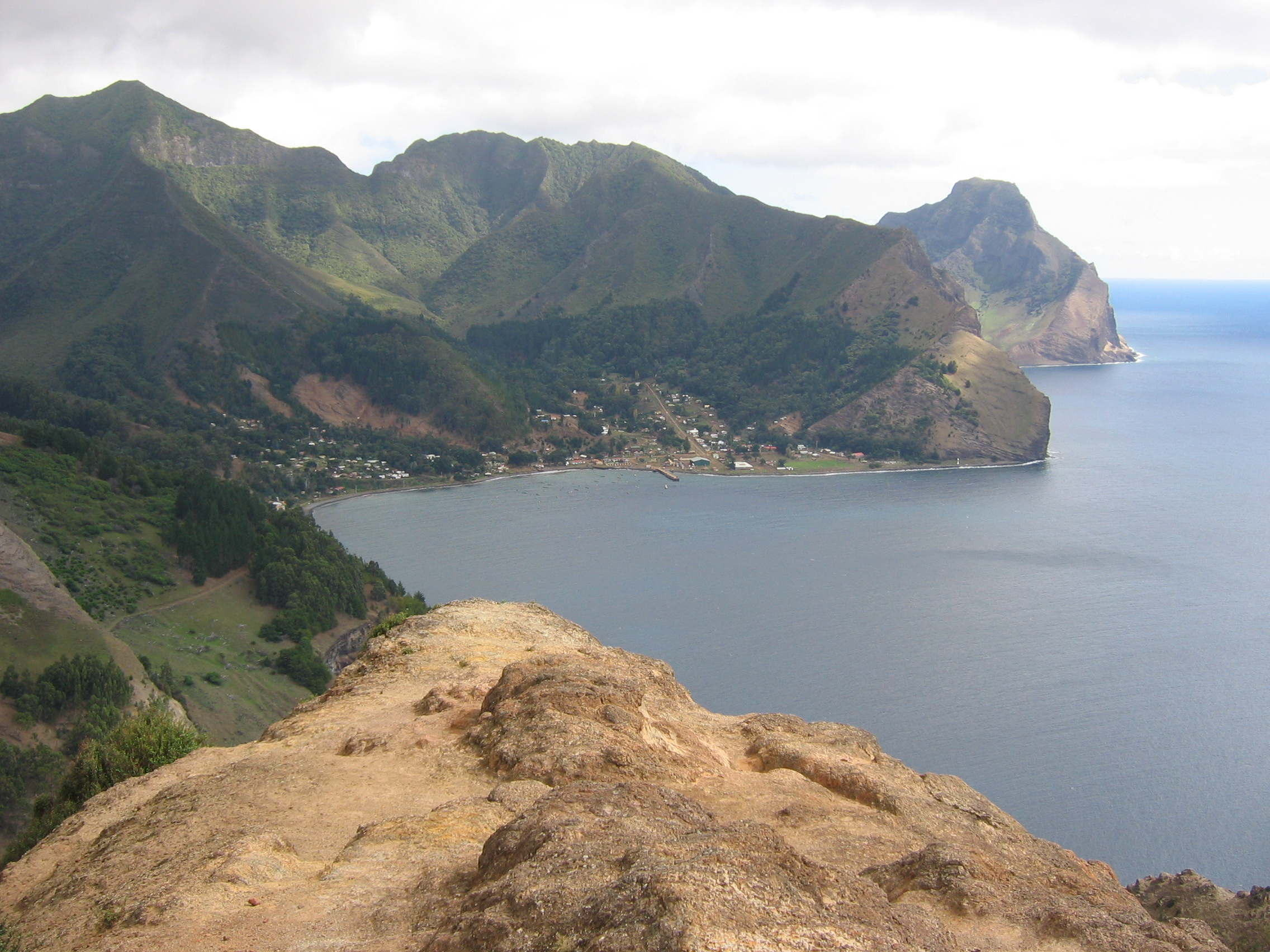
A Cumberland-öböl a Robinsón-Crusoe-szigeten. A kép jobb szélén látható sötét árny az elsüllyedt Dresden

A hajó roncsa 70 méter mélyen nyugszik az öböl alján. 2002-ben végezte el a roncs első vizsgálatát James P. Delgado a National Underwater and Marine Agency által készített Sea Hunters dokumentumfilm-sorozat keretében. A csoport tagjai között volt Dr. Willi Kramer archeológus is, az első német aki láthatta a hajót a 88 évvel korábbi elsüllyedése óta. A Dresden a jobb oldalán fekszik, orra észak felé, a part irányába mutat. A roncs súlyosan károsodott. A felépítményének nagy része, közte a hídja, az árbocai, a kéményei és az ágyúi hiányoznak. A robbanótöltet által leválasztott orr-rész felfelé nézve nyugszik a tengerfenéken. A hajó tatja is súlyosan károsodott, a főfedélzetet itt felszakította a robbanás és számos lövedék ütötte lyuk található itt az oldalán. A hajó hátsó részén okozott sérülések dokumentálatlan kiemelési próbálkozásoknak tudhatók be, melyeket még Delgado vizsgálata előtt hajtottak végre. A német feljegyzések szerint a hajó Csingtaóról származó aranyérméket is szállított magával. Delgado feltevése szerint ezek kimentését célozták a korábbi merülések.
1965-ben a hajó iránytűjét és számos zászlóját emelték ki és adták át Németországnak és ma a Mürwiki Tengerészeti Akadémián láthatók kiállítva Flensburg-Mürwikben. 2006-ban chilei és német búvárok megtalálták és kiemelték a Dresden harangját, ami ma szintén Németországban található.

## Emlékezete

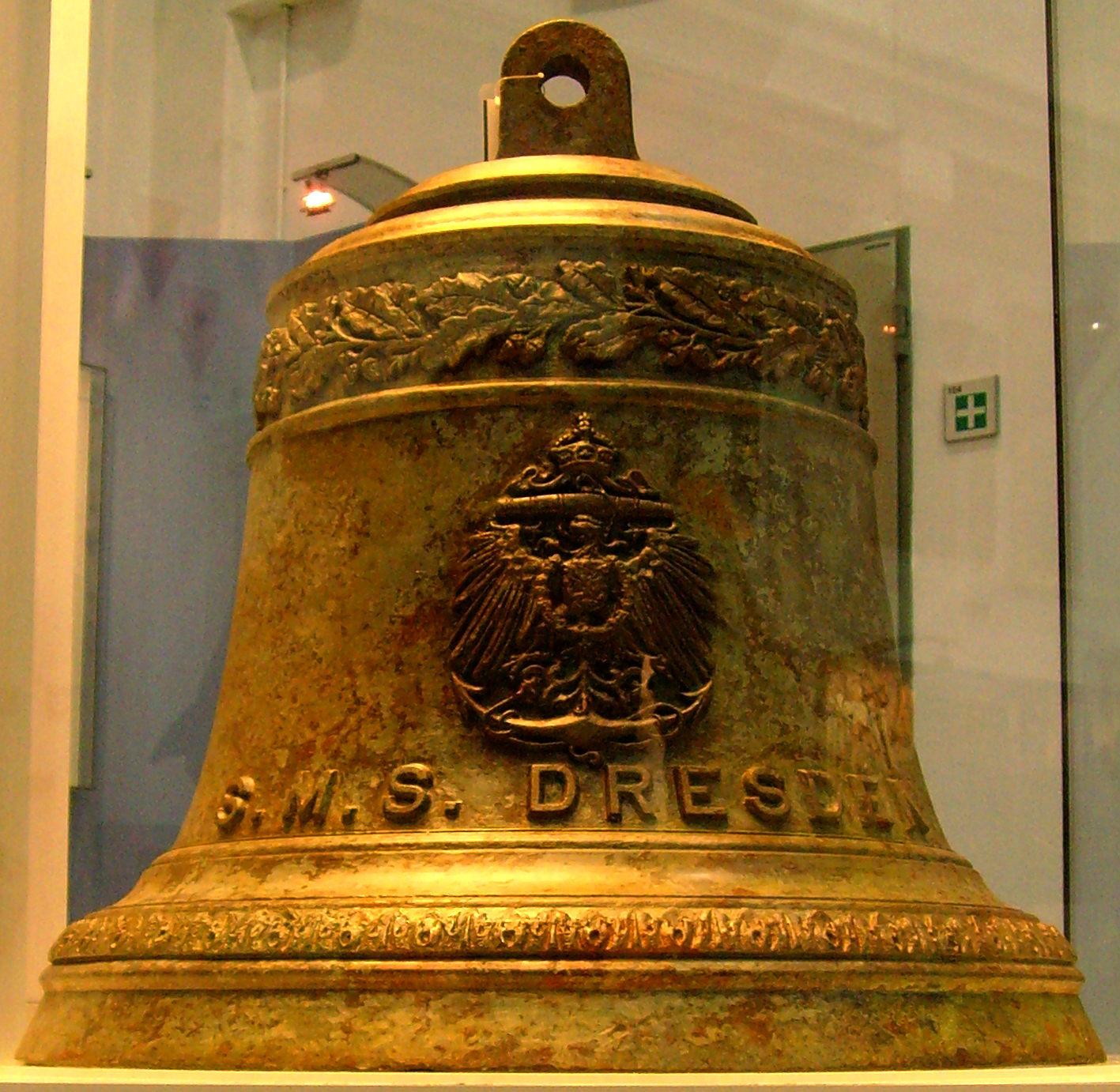
A Dresden restaurált harangja

- A Más a Fuerán (Robinsón Crusoe-szigeten) lévő San Juan Bautista település egyik iskolája a cirkáló után viselte az Escuela Dresden nevet. Az iskolát a településsel együtt megsemmisítette a 2010. február 27-ei cunami. A település új iskoláját a sziget egy másik, biztonságosabb helyén építették fel, de ez már nem a német kiscirkáló nevét viseli.[73]
- A hajó roncsát Chile nemzeti kinccsé nyilvánította.
- 155 kg-os harangját 2006. február 24-én német és chilei búvárok kiemelték a tengerből. Schleswig tartomány archeológiai múzeumában restaurálták és szolgálatba állításának 100. évfordulóján, 2008. november 14-én kiállították a Bundeswehr drezdai hadtörténeti múzeumában (Militärhistorisches Museum der Bundeswehr).
- A Dresden név a német haditengerészetek egyik tradicionális nevévé vált. Még az első világháború alatt erre a névre keresztelték az egyik könnyűcirkálót.
- A kanadai Parti-hegység (Coast Mountains) egyes hegyeit a Coronel-foki csatában részt vett hajók után nevezték el. A 2656 m magas Mount Dresdent 2006-ban a Drezda alapításának 800. évfordulója alkalmából tartott ünnepségek keretében ismét megmászták.
- C. S. Forester Brown on Resolution (Brown Resolution szigetén) című novelláját a Dresden megmenekülése és későbbi elpusztítása inspirálta.

## A hajó parancsnokai
| Név                         | Rang                            | Parancsnokságának ideje             |
| --------------------------- | ------------------------------- | ----------------------------------- |
| Harry von Posadowsky-Wehner | korvettkapitány                 | 1908. november                      |
| Max Fleck                   | sorhajóhadnagy                  | 1908. november – 1909. január       |
| Harry von Posadowsky-Wehner | korvettkapitány                 | 1909. január-március                |
| Eduard Engels               | fregattkapitány                 | 1909. április-július                |
| Max Fleck                   | sorhajóhadnagy                  | 1909. július-szeptember             |
| Eduard Varrentrapp          | fregattkapitány/sorhajókapitány | 1909. szeptember – 1911. szeptember |
| Max Köthner                 | fregattkapitány/sorhajókapitány | 1911. szeptember – 1912. szeptember |
| Heinrich Retzmann           | fregattkapitány                 | 1912. szeptember (helyettesként)    |
| Fritz Lüdecke               | fregattkapitány                 | 1912. szeptember – 1913. december   |
| Erich Köhler                | fregattkapitány/sorhajókapitány | 1913. december – 1914. július       |
| Fritz Lüdecke               | fregattkapitány/sorhajókapitány | 1914. július – 1915. március        |

## Fordítás
- Ez a szócikk részben vagy egészben  a   SMS Dresden (1907) című angol Wikipédia-szócikk ezen változatának fordításán alapul.  Az eredeti cikk szerkesztőit annak laptörténete sorolja fel. Ez a jelzés csupán a megfogalmazás eredetét és a szerzői jogokat jelzi, nem szolgál a cikkben szereplő információk forrásmegjelöléseként.
- Ez a szócikk részben vagy egészben  a   SMS Dresden (1907) című német Wikipédia-szócikk ezen változatának fordításán alapul.  Az eredeti cikk szerkesztőit annak laptörténete sorolja fel. Ez a jelzés csupán a megfogalmazás eredetét és a szerzői jogokat jelzi, nem szolgál a cikkben szereplő információk forrásmegjelöléseként.

## Linkek
- Minden a Dresdenről (német)
- a Dresden hajónaplója
- Dresden a german-navy.de oldalon (angol)
- Képek és rövid történet a cirkálóról (német)
- Kiállítás a Google Cultural Institute-nál a Coronel-foki csatáról
- a Dresden régészeti feltárásának története
- adatok és képek a Dresdenről

## Dokumentumfilmek
- Die versenkte Legende 1915 Südpazifik - Schlachtschiff SMS Dresden
- Unter kaiserlicher Flagge - Hetzjagd vor Kap Hoorn (S.M.S. Dresden)